# 마쓰다 나오키
마쓰다 나오키(일본어: 松田 直樹, 1977년 3월 14일 ~ 2011년 8월 4일)는 일본의 전 축구 선수로 선수 시절 포지션은 수비수였다.

## 선수 시절

### 클럽
1977년 3월 14일 일본 군마현 기류시 출생으로 1995년 요코하마 마리노스(요코하마 F. 마리노스)에 입단하여 2010년까지 15년동안 주축 수비수로 491경기 27골을 기록하며 J1리그 3회 우승(1995년, 2003년, 2004년) 및 2회 준우승(2000년, 2002년), 2001년 J리그컵 우승에 큰 기여를 했고 2011년 일본 풋볼 리그의 마쓰모토 야마가로 이적하여 15경기 1골을 기록 중이었나 그 해 8월 4일 팀 훈련 도중 갑작스런 심장마비로 쓰러져 나가노현 마쓰모토시의 한 병원으로 이송됐으나 안타깝게도 향년 34세의 젊은 나이로 생애를 마감했다.
사망 닷새 후인 9일 거행된 장례식에는 15년간 함께 했던 요코하마 F. 마리노스의 팀 동료들이 참석하여 고인에 애도의 뜻을 표했으며 나오키의 생전 소속팀이었던 요코하마 F. 마리노스에서는 당시 그가 사용했던 등번호 3번을 영구 결번 처리했고 그 다음날 열린 한일전 경기 시작 전 묵념의 시간을 가진 뒤 일본 국가대표팀 선수들 전원 조의의 표시로 검은색 밴드를 팔에 착용한 채 경기를 치렀다.

### 국가대표팀
1993년 일본 U-17 대표팀으로 발탁되어 그 해에 자국에서 열린 1993년 FIFA U-17 월드컵에서 FIFA 주관 대회 첫 8강 진출에 기여했고 이후 U-20 대표팀의 일원으로 1995년 FIFA U-20 월드컵에 참가하여 FIFA 주관 대회 2회 연속 8강 진출을 이끌었다.
그리고 U-23 대표팀의 일원으로 1996년 하계 올림픽에 참가하여 비록 2승 1패의 호성적에도 불구하고 같은 승률을 기록한 브라질과 나이지리아에 골득실차에서 밀려 D조 3위로 아쉽게 8강 문턱에서 좌절했지만 첫 경기에서 강호 브라질을 1-0으로 꺾는 이변을 일으키면서 일본에서는 이를 두고 '마이애미의 기적'이라 불리게 되었다.
그 후 2000년 AFC 아시안컵을 앞두고 일본 A대표팀에 첫 발탁되어 이 대회 3경기에 출전하면서 데뷔하자마자 메이저 대회 첫 우승을 맛보았고 이듬해에 열린 2001년 FIFA 컨페더레이션스컵에서도 4경기에 출장하여 팀을 준우승으로 이끄는 맹활약을 펼쳤으며 대한민국과 공동 개최국 자격으로 자국에서 열린 2002년 FIFA 월드컵 본선에서도 4경기 모두 풀타임으로 출전하여 일본의 사상 첫 월드컵 16강 진출에 이바지했다.
비록 2004년 AFC 아시안컵 본선에서는 겨우 5분 출장에 그쳤지만 팀의 2연속 아시안컵 우승에 일조하는 모습을 보여주었고 2005년 1월 29일 카자흐스탄과의 친선 경기에서 국제 A매치에 데뷔한지 5년만에 A매치 데뷔골을 터뜨리며 팀의 4-0 대승을 도왔으며 이후 국가대표팀 유니폼을 반납했다. 그는 2005년까지 국제 A매치 통산 40경기에 출전, 1득점을 넣었다.

## 통계
| 일본 | 일본 | 일본 |
| 연도 | 출전 | 득점 |
| ---- | ---- | ---- |
| 2000 | 14   | 0    |
| 2001 | 10   | 0    |
| 2002 | 12   | 0    |
| 2003 | 0    | 0    |
| 2004 | 3    | 0    |
| 2005 | 1    | 1    |
| 통산 | 40   | 1    |

## 수상

### 클럽
요코하마 F. 마리노스
- J1리그 : 우승 (1995, 2003, 2004), 준우승 (2000, 2002)
- J리그컵 : 우승 (2001)

### 국가대표팀
일본
- AFC 아시안컵 : 우승 (2000, 2004)
- FIFA 컨페더레이션스컵 : 준우승 (2001)